# Sérgio Ripardo
Sérgio Ripardo (Maranguape, 14 de junho de 1975) é um jornalista brasileiro, editor de Ilustrada da Folha Online de maio de 2005 até agosto de 2008.
Formou-se em jornalismo pela Universidade Federal do Ceará (UFC). Trabalhou na Folha de janeiro de 2000 até agosto de 2008. Foi repórter do extinto caderno Agrofolha e do FolhaNews, noticiário econômico em tempo real do grupo Folha.
Na Folha Online, cobriu mercado financeiro na editoria de Dinheiro, até abril de 2005, com foco nos bastidores da Bolsa de Valores de São Paulo (Bovespa), e nos fatos relevantes dos principais grupos empresariais do país, como Vale do Rio Doce, Embraer, AmBev, Gerdau, Pão de Açúcar, Embratel, NET, Klabin e Votorantim, entre outros..
Além da Ilustrada da Folha Online, era responsável também pelas editorias de "softnews" do site (Informática, Ciência, Turismo e Equilíbrio). Ocasionalmente, escrevia críticas sobre estréias de produções de televisão, cinema e teatro.
Em agosto de 2008 deixou a Folha devido a divergências internas e problemas de saúde.
Trabalhou também nos principais jornais de Fortaleza, como O Povo e Diário do Nordeste, onde foi repórter especial. No final dos anos 90, atualizava diariamente o site Satiricom (www.geocities.com/satiricom), que trazia notas sobre o cotidiano das redações.
Em janeiro de 2009, voltou a escrever a coluna Destaques GLS no site A Capa (www.acapa.com.br). Em agosto de 2009, participou do projeto de lançamento do portal R7, da Rede Record, ficando na editoria de economia até o fim de setembro, quando retornou à Folha Online como editor assistente da Livraria da Folha, escrevendo sobre livros e entrevistando escritores.